# Cala Escorxada

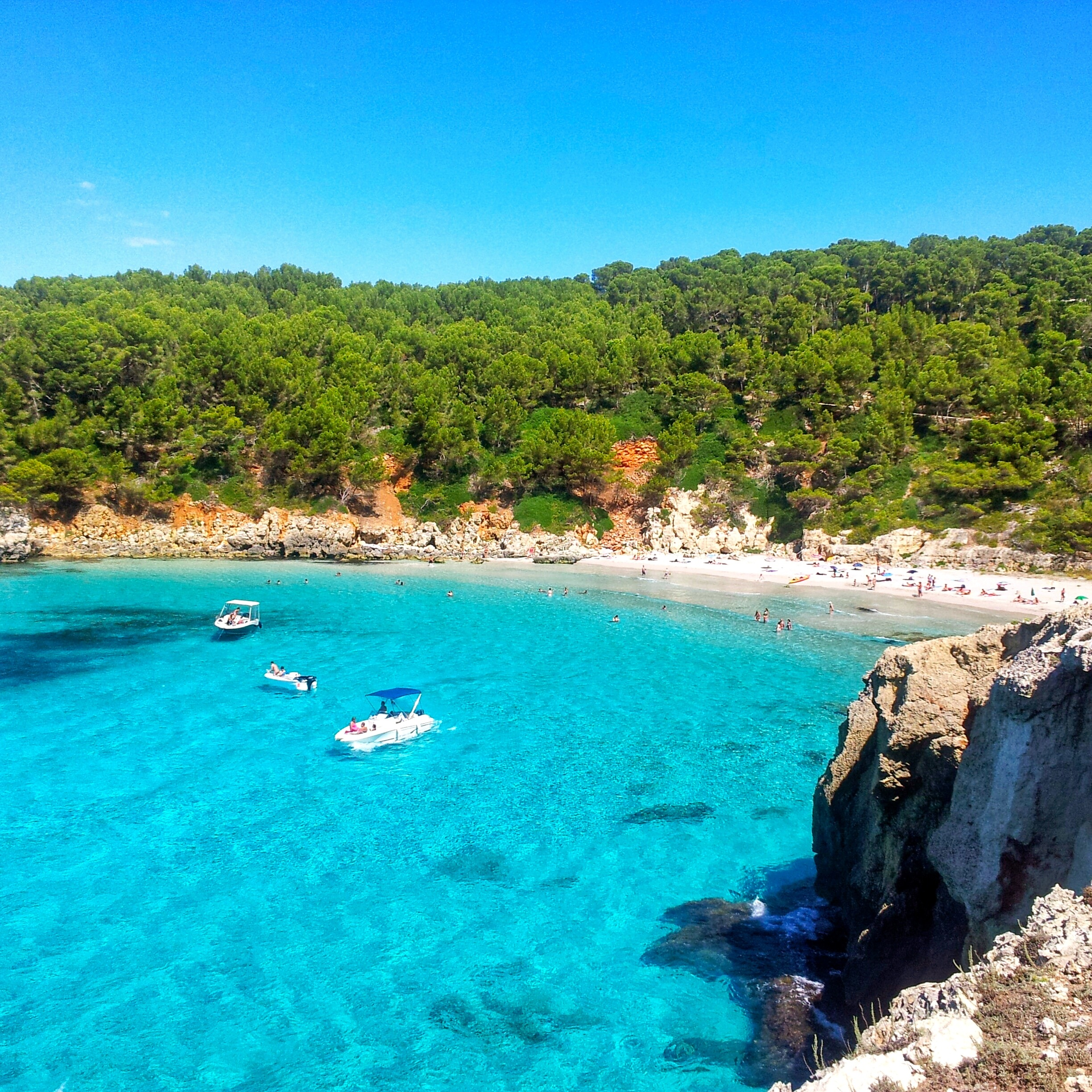
Cala Escorxada.

Cala Escorxada es una pequeña bahía natural que se encuentra ubicada en el suroeste de la isla española de Menorca, en el municipio de San Cristóbal.

## Descripción
De arena blanca y agua transparente, es una cala poco visitada por su difícil acceso a pie. Solo durante los meses centrales de verano se abarrota en contadas ocasiones de bañistas por los barcos turísticos que sale del puerto de Cala Bosch. 

## Acceso
Situada entre Trebalúger y Binigaus, no tiene acceso por carretera pero se puede llegar caminando desde la playa de Binigaus, aunque el camino es bastante enrevesado. También es posible llegar caminando a partir del cementerio de San Cristóbal, aunque la distancia a recorrer es mucho mayor que desde Binigaus. Llegar en bicicleta es todavía más complicado, ya que a partir de cierto punto el camino se vuelve totalmente impracticable y hay que dejar la bici y seguir a pie.
Se trata de una playa totalmente expuesta al mar, por lo que se recomienda visitarla cuando sople viento de tramontana para evitar el oleaje y las medusas. 

## Servicios
Al ser una playa aislada y alejada de los núcleos turísticos de Menorca, Cala Escorxada no dispone de ningún tipo de servicio. Al igual que otras playas de difícil acceso de la isla, se recomienda a los turistas que lleven comida y bebida suficiente para pasar el día. 